# Ватнсдаль, Хайни
Хайни Ватнсдаль (фар. Heini Vatnsdal; 18 октября 1991 года, Воавур) — фарерский футболист, защитник клуба «КИ Клаксвик» и сборной Фарерских островов.

## Карьера

### Клубная
Начинал свою карьеру у себя на родине. В 2013 году Ватнсдаль попал в один из сильнейших фарерских клубов «ХБ Торсхавн», с которым он становился чемпионом страны. В 2016 году защитник переехал в Данию, где он выступает за клуб «Фремад Амагер».

### Сборная
Хайни Ватнсдаль являлся лидером юношеских и молодежной сборной страны. За главную национальную команду он дебютировал в рамках отборочного турнира к Чемпионату мира в Бразилии. 6 июня 2013 года в рамках очередного тура в группе «С» он появился на поле в игре с Ирландией, в которой фарерцы потерпели поражение со счетом 0:3. С тех пор защитник регулярно вызывается в расположение своей сборной.

## Достижения
- Чемпион Фарерских островов: 2013